# Кетрін Кінер
Кетрін Енн Кінер (англ. Catherine Ann Keener, нар. 23 березня 1959, Маямі, Флорида, США) — американська акторка кіно, телебачення та озвучення, кінопродюсерка. Лауреатка премії Satellite (2000), номінантка на «Оскар» (2000, 2006), «Золотий глобус» (2000, 2009), «Еммі» (2008) і BAFTA (2006). Найбільш відома роботами у фільмах «Бути Джоном Малковичем», «Капоте», «Сорокалітній незайманий», «Симона».

## Біографія
У 1990 році одружилася з актором Дермотом Малруні. 21 червня 1999 року народила сина Клайда Кінера Малруні. Пара розійшлася у вересні 2005 року. У червні 2007 року Малруні подав на розлучення, пославшись на непереборні розбіжності, яке відбулося 19 грудня 2007 року.
Кінер близько дружить з акторами Бредом Піттом (з часів зйомок «Джонні-замша») і Дженніфер Еністон.
Має будинок в Лос-Анджелесі і Північній Кароліні.

## Фільмографія
- 1986 — Що трапилось минулої ночі
- 1988 — Боротьба за виживання
- 1992 — Пістолет у сумочці Бетті Лу
- 1994 — Джонні-Замша
- 1995 — Життя в забутті
- 1996 — Доля Марті Файна
- 1996 — Якби стіни могли говорити
- 1998 — Твої друзі та сусіди
- 1999 — 8 міліметрів
- 1999 — Симпатіко
- 1999 — Бути Джоном Малковичем
- 2002 — Адаптація
- 2003 — База «Клейтон»
- 2004 — Обітниця любові
- 2005 — Сорокалітній незайманий
- 2005 — Капоте
- 2007 — Тепер я йду в дику далечінь
- 2007 — Американський злочин (Гертруда Банічевські)
- 2008 — Нью-Йорк, Нью-Йорк
- 2008 — Що тут сталося
- 2009 — Там, де живуть Чудовиська
- 2009 — Соліст
- 2010 — Персі Джексон та Викрадач блискавок
- 2012 — Любовна халепа
- 2012 — Прощальний квартет
- 2013 — Сімейка Крудсів
- 2013 — Капітан Філліпс
- 2013 — Почати знову
- 2017 — Пастка
- 2017 — Солдадо
- 2018-20 — Жартую
- 2020 — Сімейка Крудсів: Нова ера
- 2022 — Проєкт Адам
- 2024 — Джокер: Божевілля на двох